# سیارک ۴۱۲۲
سیارک ۴۱۲۲ (به انگلیسی: 4122 Ferrari، نامگذاری:1986OA) چهار هزار و صد و بیست و دومین سیارک کشف شده‌است که در ۲۸ ژوئیه ۱۹۸۶ کشف شد.
قدر مطلق سیارک برابر ۱۲٫۳۰ است.